# Schinostethus minutus
Schinostethus minutus is een keversoort uit de familie keikevers (Psephenidae). De wetenschappelijke naam van de soort werd in 1993 gepubliceerd door Lee, Yang & Brown.